# Ferrussac
Ferrussac is een gemeente in het Franse departement Haute-Loire (regio Auvergne-Rhône-Alpes) en telt 82 inwoners (2009). De plaats maakt deel uit van het arrondissement Brioude.

## Geografie
De oppervlakte van Ferrussac bedraagt 16,7 km², de bevolkingsdichtheid is dus 4,9 inwoners per km².
De onderstaande kaart toont de ligging van Ferrussac met de belangrijkste infrastructuur en aangrenzende gemeenten.

## Demografie
Onderstaande figuur toont het verloop van het inwonertal (bron: INSEE-tellingen).